# Spellemannprisen 1992
Der Spellemannpris 1992 war die 21. Ausgabe des norwegischen Musikpreises Spellemannprisen. Die Nominierungen berücksichtigten Veröffentlichungen des Musikjahres 1992. Die Verleihung der Preise fand im Februar 1993 statt. In der Kategorie „Årets Spellemann“ wurde DumDum Boys ausgezeichnet, den Ehrenpreis („Hedersprisen“) erhielt Vidar Sandbeck.

## Verleihung
Die Preisverleihung fand am 20. Februar 1993 im neu gebauten Maihaugsalen in Lillehammer statt. Die Veranstaltung wurde im Fernsehen vom Norsk rikskringkasting (NRK) übertragen. Durch den Abend führte zum dritten Mal in Folge der Moderator Knut Borge. Es gab mehrere Live-Auftritte, unter anderem von Mari Boine.

## Gewinner
| Kategorie                                      | Gewinner                                          | Werk                                 |
| ---------------------------------------------- | ------------------------------------------------- | ------------------------------------ |
| Barneplater (Kinderplatten)                    | Gustav Lorentzen                                  | 1. klasse                            |
| Folkemusikk/Gammaldans (Volksmusik/Gammaldans) | Hauk Buen, Knut Buen                              | Fykerud'n                            |
| Hederspris (Ehrenpreis)                        | Vidar Sandbeck                                    | –                                    |
| Jazz                                           | Knut Riisnæs, Jon Christensen                     | Knut Riisnæs/Jon Christensen         |
| Kammermusikk (Kammermusik)                     | Leif Ove Andsnes                                  | Chopin: Sonater, mazurkaer og etyder |
| Orkestermusikk (Orchestermusik)                | Truls Mørk, Det Norske Kammerorkester, Iona Brown | Joseph Haydn: Cello konserter        |
| Pop                                            | Bel Canto                                         | Shimmering, warm and bright          |
| Rock                                           | Barbie Bones                                      | Death in the rocking horse factory   |
| Roots-musikk (Rootsmusik)                      | Eriksen                                           | Two blue                             |
| Underholdning (Unterhaltung)                   | Hanne Krogh                                       | Ta meg til havet                     |
| Visesang (Weisengesang)                        | Vidar Sandbeck                                    | Legende                              |
| Åpen Klasse (Offene Klasse)                    | Ole Edvard Antonsen                               | Tour de force                        |
| Årets Spellemann (Spellemann des Jahres)       | DumDum Boys                                       | –                                    |

## Nominierte
Barneplater
- Anne-Catharina Vestly: Lillebror og Knerten 1-4
- Gustav Lorentzen: 1. klasse
- Lillibeth Lunde Elgstøen: Kjære lille ungen min

Folkemusikk/Gammaldans
- Hauk Buen, Knut Buen: Fykerud'n
- Østerdølens Spellmannslag: Østerdølens Spellmannslag
- Håkon Høgemo, Karl Seglem: Utla

Jazz
- Morten Halle, Jon Eberson, Finn Sletten, Bjørn Kjellemyr: 2
- Knut Riisnæs, Jon Christensen: Knut Riisnæs/Jon Christensen
- Rob Waring, Carl Morten Iversen, Frank Jakobsen: Secret red thread

Kammermusikk
- Elisabeth Norberg-Schulz: Sanger av Edvard Grieg
- Leif Ove Andsnes: Chopin: Sonater, mazurkaer og etyder
- Solveig Kringlebotn, Kjell Bækkelund: Haugtussa

Orkestermusikk
- Bergen Filharmoniske Orkester, Dmitri Georgijewitsch Kitajenko: Scriabin/Symfoni nr. 3/Le poeme de l'exstase
- Oslo Filharmoniske Orkester, Mariss Jansons: Shostakovich/Symfoni no. 6 & 9
- Truls Mørk, Det Norske Kammerorkester, Iona Brown: Joseph Haydn: Cello konserter

Pop
- Bel Canto: Shimmering, warm and bright
- Bjørn Eidsvåg: Til alle tider
- Pogo Pops: Pop trip

Rock
- Barbie Bones: Death in the rocking horse factory
- DumDum Boys: Transit
- Yeahlove Swans: Love tech

Roots-musikk
- Claudia Scott: Flowers & thorns
- Eriksen: Two blue
- Steinar Albrigtsen: Bound to wander

Underholdning
- Bjelleklang: Holiholihooo…
- Elisabeth Andreasson: Stemninger
- Hanne Krogh: Ta meg til havet

Visesang
- Geirr Lystrup & Godtfolk: Sommar i september
- Ole Paus: Biggles' Testamente
- Vidar Sandbeck: Legende

Åpen Klasse
- verschiedene Künstler: Æ
- Jakob Sande, Jon Eikemo: Trur eg…
- Ole Edvard Antonsen: Tour de force